# Saison 2024-2025 des Suns de Phoenix
La saison 2024-2025 des Suns de Phoenix est la 57e saison de la franchise en National Basketball Association (NBA).
Le 9 avril, les Suns sont éliminés de la course aux playoffs après une défaite contre le Thunder d'Oklahoma City (112-125).

## Draft
| Tour | Choix | Joueur          | Poste | Nationalité | Provenance       |
| ---- | ----- | --------------- | ----- | ----------- | ---------------- |
| 1    | 22    | DaRon Holmes II | PF    | États-Unis  | Flyers de Dayton |

## Matchs

### Summer League
| Summer League Total: 2-3 |

| Match | Date match | Équipe        | Score    | Meilleur marqueur           | Meilleur rebondeur | Meilleur passeur     | Lieux Spectateurs      | Série |
| ----- | ---------- | ------------- | -------- | --------------------------- | ------------------ | -------------------- | ---------------------- | ----- |
| 1     | 13 juillet | Golden State  | D 73-90  | Michael Devoe (19)          | David Roddy (7)    | Michael Devoe (4)    | Thomas & Mack Center 0 | 0 - 1 |
| 2     | 16 juillet | Indiana       | D 94-98  | Quinndary Weatherspoon (17) | David Roddy (12)   | Michael Devoe (5)    | Cox Pavilion 0         | 0 - 2 |
| 3     | 17 juillet | Oklahoma City | V 100-99 | David Roddy (21)            | Oso Ighodaro (8)   | David Roddy (5)      | Cox Pavilion 0         | 1 - 2 |
| 4     | 19 juillet | Milwaukee     | V 115-90 | Isaiah Wong (19)            | Oso Ighodaro (11)  | Ighodaro, Walker (5) | Thomas & Mack Center 0 | 2 - 2 |
| 5     | 20 juillet | Sacramento    | D 77-87  | Jalen Bridges (16)          | Trois joueurs (5)  | Oso Ighodaro (9)     | Thomas & Mack Center 0 | 2 - 3 |

### Pré-saison
| Pré-saison Total: 3-2 (Domicile : 0-2; Extérieur : 3-0) |

| Match | Date match | Équipe        | Score          | Meilleur marqueur | Meilleur rebondeur | Meilleur passeur  | Lieux Spectateurs                    | Série |
| ----- | ---------- | ------------- | -------------- | ----------------- | ------------------ | ----------------- | ------------------------------------ | ----- |
| 1     | 7 octobre  | @ L.A. Lakers | V 118-114      | Josh Okogie (15)  | Bol Bol (6)        | Tyus Jones (6)    | Acrisure Arena 9 494                 | 1 - 0 |
| 2     | 8 octobre  | @ Détroit     | V 105-97       | Kevin Durant (21) | Oso Ighodaro (7)   | Tyus Jones (7)    | Breslin Student Events Center 14 901 | 2 - 0 |
| 3     | 11 octobre | Détroit       | V 91-109       | Kevin Durant (18) | Josh Okogie (8)    | Mason Plumlee (4) | Footprint Center 17 071              | 2 - 1 |
| 4     | 13 octobre | @ Denver      | V 118-114      | Dunn, Morris (20) | Bol Bol (8)        | Monté Morris (7)  | Ball Arena 17 310                    | 3 - 1 |
| 5     | 17 octobre | L.A. Lakers   | D 122-128 (OT) | Devin Booker (22) | Trois joueurs (8)  | Kevin Durant (8)  | Footprint Center 17 071              | 3 - 2 |

### Saison régulière
| Saison régulière Total: 36-46 (Domicile : 24-17; Extérieur : 12-29) |

| Match | Date match | Équipe          | Score          | Meilleur marqueur | Meilleur rebondeur  | Meilleur passeur    | Lieux Spectateurs       | Série |
| ----- | ---------- | --------------- | -------------- | ----------------- | ------------------- | ------------------- | ----------------------- | ----- |
| 1     | 23 octobre | @ L.A. Clippers | V 116-113 (OT) | Kevin Durant (25) | Jusuf Nurkić (9)    | Tyus Jones (8)      | Intuit Dome 18 300      | 1 - 0 |
| 2     | 25 octobre | @ L.A. Lakers   | D 116-123      | Kevin Durant (30) | Nurkić, Plumlee (7) | Bradley Beal (9)    | Crypto.com Arena 18 997 | 1 - 1 |
| 3     | 26 octobre | Dallas          | V 114-102      | Kevin Durant (31) | Jusuf Nurkić (14)   | Durant, O'Neale (9) | Footprint Center 17 071 | 2 - 1 |
| 4     | 28 octobre | L.A. Lakers     | V 109-105      | Devin Booker (33) | Monté Morris (10)   | Tyus Jones (5)      | Footprint Center 17 071 | 3 - 1 |
| 5     | 31 octobre | @ L.A. Clippers | V 125-119      | Devin Booker (40) | Mason Plumlee (6)   | Tyus Jones (11)     | Intuit Dome 16 827      | 4 - 1 |

| Match                                  | Date match  | Équipe           | Score          | Meilleur marqueur | Meilleur rebondeur | Meilleur passeur   | Lieux Spectateurs               | Série  |
| -------------------------------------- | ----------- | ---------------- | -------------- | ----------------- | ------------------ | ------------------ | ------------------------------- | ------ |
| 6                                      | 2 novembre  | Portland         | V 103-97       | Devin Booker (28) | Jusuf Nurkić (15)  | Devin Booker (9)   | Footprint Center 17 071         | 5 - 1  |
| 7                                      | 4 novembre  | Philadelphie     | V 118-116      | Kevin Durant (35) | Jusuf Nurkić (15)  | Booker, Durant (6) | Footprint Center 17 071         | 6 - 1  |
| 8                                      | 6 novembre  | Miami            | V 115-112      | Kevin Durant (32) | Jusuf Nurkić (18)  | Devin Booker (9)   | Footprint Center 17 071         | 7 - 1  |
| 9                                      | 8 novembre  | @ Dallas         | V 114-113      | Kevin Durant (26) | Jusuf Nurkić (10)  | Devin Booker (12)  | American Airlines Center 20 277 | 8 - 1  |
| 10                                     | 10 novembre | Sacramento       | D 118-127 (OT) | Bradley Beal (28) | Mason Plumlee (11) | Devin Booker (12)  | Footprint Center 17 071         | 8 - 2  |
| 11                                     | 12 novembre | @ Utah*          | V 120-112      | Devin Booker (31) | Mason Plumlee (14) | Tyus Jones (7)     | Delta Center 18 175             | 9 - 2  |
| 12                                     | 13 novembre | @ Sacramento     | D 104-127      | Josh Okogie (25)  | Jusuf Nurkić (11)  | Tyus Jones (8)     | Golden 1 Center 16 204          | 9 - 3  |
| 13                                     | 15 novembre | @ Oklahoma City* | D 83-99        | Josh Okogie (15)  | Josh Okogie (9)    | Devin Booker (4)   | Paycom Center 18 203            | 9 - 4  |
| 14                                     | 17 novembre | @ Minnesota      | D 117-120      | Devin Booker (44) | Mason Plumlee (8)  | Tyus Jones (11)    | Target Center 18 978            | 9 - 5  |
| 15                                     | 18 novembre | Orlando          | D 99-109       | Tyus Jones (18)   | Mason Plumlee (11) | Tyus Jones (8)     | Footprint Center 17 071         | 9 - 6  |
| 16                                     | 20 novembre | New York         | D 122-138      | Devin Booker (33) | Jusuf Nurkić (12)  | Tyus Jones (10)    | Footprint Center 17 071         | 9 - 7  |
| 17                                     | 26 novembre | L.A. Lakers*     | V 127-100      | Devin Booker (26) | Jusuf Nurkić (12)  | Devin Booker (10)  | Footprint Center 17 071         | 10 - 7 |
| 18                                     | 27 novembre | Brooklyn         | D 117-127      | Devin Booker (31) | Kevin Durant (8)   | Tyus Jones (12)    | Footprint Center 17 071         | 10 - 8 |
| 19                                     | 30 novembre | Golden State     | V 113-105      | Devin Booker (27) | Kevin Durant (10)  | Booker, Jones (9)  | Footprint Center 17 071         | 11 - 8 |
| *Matchs comptant pour la NBA Cup 2024. |             |                  |                |                   |                    |                    |                                 |        |

| Match                                 | Date match  | Équipe                | Score     | Meilleur marqueur  | Meilleur rebondeur  | Meilleur passeur   | Lieux Spectateurs           | Série   |
| ------------------------------------- | ----------- | --------------------- | --------- | ------------------ | ------------------- | ------------------ | --------------------------- | ------- |
| 20                                    | 3 décembre  | San Antonio*          | V 104-93  | Devin Booker (29)  | Beal, Booker (9)    | Devin Booker (5)   | Footprint Center 17 071     | 12 - 8  |
| 21                                    | 5 décembre  | @ La Nouvelle-Orléans | D 124-126 | Devin Booker (28)  | Mason Plumlee (10)  | Grayson Allen (10) | Smoothie King Center 16 365 | 12 - 9  |
| 22                                    | 7 décembre  | @ Miami               | D 111-121 | Royce O'Neale (23) | Mason Plumlee (11)  | Devin Booker (7)   | Kaseya Center 19 600        | 12 - 10 |
| 23                                    | 8 décembre  | @ Orlando             | D 110-115 | Devin Booker (25)  | Royce O'Neale (7)   | Devin Booker (7)   | Kia Center 18 311           | 12 - 11 |
| 24                                    | 13 décembre | @ Utah                | V 134-126 | Devin Booker (34)  | Mason Plumlee (9)   | Tyus Jones (11)    | Delta Center 18 175         | 13 - 11 |
| 25                                    | 15 décembre | Portland              | V 116-109 | Devin Booker (28)  | Jusuf Nurkić (14)   | Kevin Durant (7)   | Footprint Center 17 071     | 14 - 11 |
| 26                                    | 19 décembre | Indiana               | D 111-120 | Kevin Durant (37)  | Trois joueurs (10)  | Tyus Jones (7)     | Footprint Center 17 071     | 14 - 12 |
| 27                                    | 21 décembre | Détroit               | D 125-133 | Kevin Durant (43)  | Mason Plumlee (9)   | Durant, Nurkić (6) | Footprint Center 17 071     | 14 - 13 |
| 28                                    | 23 décembre | @ Denver              | D 90-117  | Beal, Durant (23)  | Kevin Durant (9)    | Jusuf Nurkić (4)   | Ball Arena 19 910           | 14 - 14 |
| 29                                    | 25 décembre | Denver                | V 110-100 | Beal, Durant (27)  | Jusuf Nurkić (13)   | Trois joueurs (6)  | Footprint Center 17 071     | 15 - 14 |
| 30                                    | 27 décembre | Dallas                | D 89-98   | Kevin Durant (35)  | Mason Plumlee (9)   | Tyus Jones (6)     | Footprint Center 17 071     | 15 - 15 |
| 31                                    | 28 décembre | @ Golden State        | D 105-109 | Kevin Durant (31)  | Okogie, Plumlee (9) | Jones, Plumlee (6) | Chase Center 18 064         | 15 - 16 |
| 32                                    | 31 décembre | Memphis               | D 112-117 | Kevin Durant (29)  | Kevin Durant (10)   | Devin Booker (9)   | Footprint Center 17 071     | 15 - 17 |
| *Match comptant pour la NBA Cup 2024. |             |                       |           |                    |                     |                    |                             |         |

| Match | Date match | Équipe         | Score     | Meilleur marqueur | Meilleur rebondeur   | Meilleur passeur  | Lieux Spectateurs                 | Série   |
| ----- | ---------- | -------------- | --------- | ----------------- | -------------------- | ----------------- | --------------------------------- | ------- |
| 33    | 4 janvier  | @ Indiana      | D 108-126 | Kevin Durant (25) | Devin Booker (8)     | Devin Booker (9)  | Gainbridge Fieldhouse 17 274      | 15 - 18 |
| 34    | 6 janvier  | @ Philadelphie | V 109-99  | Bradley Beal (25) | Nurkić, Plumlee (7)  | Devin Booker (10) | Wells Fargo Center 19 791         | 16 - 18 |
| 35    | 7 janvier  | @ Charlotte    | D 104-115 | Devin Booker (39) | Mason Plumlee (12)   | Devin Booker (10) | Spectrum Center 16 647            | 16 - 19 |
| 36    | 9 janvier  | Atlanta        | V 123-115 | Bradley Beal (25) | Mason Plumlee (10)   | Devin Booker (12) | Footprint Center 17 071           | 17 - 19 |
| 37    | 11 janvier | Utah           | V 114-106 | Devin Booker (34) | Mason Plumlee (10)   | Kevin Durant (7)  | Footprint Center 17 071           | 18 - 19 |
| 38    | 12 janvier | Charlotte      | V 120-113 | Devin Booker (30) | Kevin Durant (8)     | Devin Booker (8)  | Footprint Center 17 071           | 19 - 19 |
| 39    | 14 janvier | @ Atlanta      | D 117-122 | Devin Booker (35) | Kevin Durant (8)     | Durant, Jones (6) | State Farm Arena 16 221           | 19 - 20 |
| 40    | 16 janvier | @ Washington   | V 130-123 | Devin Booker (37) | Ryan Dunn (11)       | Tyus Jones (10)   | Capital One Arena 15 792          | 20 - 20 |
| 41    | 18 janvier | @ Détroit      | V 125-121 | Kevin Durant (36) | Nick Richards (11)   | Tyus Jones (10)   | Little Caesars Arena 20 062       | 21 - 20 |
| 42    | 20 janvier | @ Cleveland    | D 92-118  | Kevin Durant (23) | Kevin Durant (7)     | Trois joueurs (4) | Rocket Mortgage FieldHouse 19 432 | 21 - 21 |
| 43    | 22 janvier | @ Brooklyn     | V 108-84  | Devin Booker (32) | Nick Richards (15)   | Tyus Jones (7)    | Barclays Center 17 077            | 22 - 21 |
| 44    | 25 janvier | Washington     | V 119-109 | Kevin Durant (29) | Nick Richards (19)   | Devin Booker (7)  | Footprint Center 17 071           | 23 - 21 |
| 45    | 27 janvier | L.A. Clippers  | V 111-109 | Devin Booker (26) | Booker, Richards (7) | Devin Booker (8)  | Footprint Center 17 071           | 24 - 21 |
| 46    | 28 janvier | Minnesota      | D 113-121 | Kevin Durant (33) | Grayson Allen (7)    | Devin Booker (8)  | Footprint Center 17 071           | 24 - 22 |
| 47    | 31 janvier | @ Golden State | V 130-105 | Devin Booker (31) | Nick Richards (16)   | Devin Booker (11) | Chase Center 18 064               | 25 - 22 |

| Match                  | Date match  | Équipe              | Score          | Meilleur marqueur  | Meilleur rebondeur    | Meilleur passeur    | Lieux Spectateurs        | Série   |
| ---------------------- | ----------- | ------------------- | -------------- | ------------------ | --------------------- | ------------------- | ------------------------ | ------- |
| 48                     | 1er février | @ Portland          | D 108-127      | Devin Booker (37)  | Nick Richards (10)    | Devin Booker (5)    | Moda Center 17 421       | 25 - 23 |
| 49                     | 3 février   | @ Portland          | D 119-121 (OT) | Devin Booker (34)  | Mason Plumlee (12)    | Durant, O'Neale (5) | Moda Center 16 205       | 25 - 24 |
| 50                     | 5 février   | @ Oklahoma City     | D 109-140      | Bradley Beal (25)  | Nick Richards (6)     | Bradley Beal (6)    | Paycom Center 17 451     | 25 - 25 |
| 51                     | 7 février   | Utah                | V 135-127 (OT) | Devin Booker (47)  | Nick Richards (14)    | Devin Booker (11)   | Footprint Center 17 071  | 26 - 25 |
| 52                     | 8 février   | Denver              | D 105-122      | Devin Booker (24)  | Nick Richards (9)     | Tyus Jones (10)     | Footprint Center 17 071  | 26 - 26 |
| 53                     | 11 février  | Memphis             | D 112-119      | Kevin Durant (34)  | Bol Bol (14)          | Booker, Jones (9)   | Footprint Center 17 071  | 26 - 27 |
| 54                     | 12 février  | @ Houston           | D 111-119      | Kevin Durant (37)  | Nick Richards (13)    | Kevin Durant (9)    | Toyota Center 16 227     | 26 - 28 |
| NBA All-Star Game 2025 |             |                     |                |                    |                       |                     |                          |         |
| 55                     | 20 février  | @ San Antonio       | D 109-120      | Royce O'Neale (27) | Bradley Beal (9)      | Devin Booker (8)    | Frost Bank Center 16 246 | 26 - 29 |
| 56                     | 22 février  | @ Chicago           | V 121-117      | Devin Booker (29)  | Durant, Richards (10) | Devin Booker (8)    | United Center 21 116     | 27 - 29 |
| 57                     | 23 février  | @ Toronto           | D 109-127      | Devin Booker (31)  | Nick Richards (8)     | Devin Booker (8)    | Scotiabank Arena 18 989  | 27 - 30 |
| 58                     | 25 février  | @ Memphis           | D 148-151 (OT) | Devin Booker (28)  | Bol, Durant (8)       | Bradley Beal (11)   | FedExForum 16 202        | 27 - 31 |
| 59                     | 27 février  | La Nouvelle-Orléans | D 116-124      | Devin Booker (36)  | Nick Richards (16)    | Tyus Jones (12)     | PHX Arena 17 071         | 27 - 32 |
| 60                     | 28 février  | La Nouvelle-Orléans | V 125-108      | Bol Bol (25)       | Nick Richards (12)    | Devin Booker (9)    | PHX Arena 17 071         | 28 - 32 |

| Match | Date match | Équipe        | Score          | Meilleur marqueur   | Meilleur rebondeur   | Meilleur passeur      | Lieux Spectateurs               | Série   |
| ----- | ---------- | ------------- | -------------- | ------------------- | -------------------- | --------------------- | ------------------------------- | ------- |
| 61    | 2 mars     | Minnesota     | D 98-116       | Kevin Durant (26)   | Bol Bol (11)         | Devin Booker (5)      | PHX Arena 17 071                | 28 - 33 |
| 62    | 4 mars     | L.A. Clippers | V 119-117      | Kevin Durant (34)   | Durant, Richards (7) | Devin Booker (8)      | PHX Arena 17 071                | 29 - 33 |
| 63    | 7 mars     | @ Denver      | D 141-149 (OT) | Devin Booker (34)   | Mason Plumlee (11)   | Bradley Beal (9)      | Ball Arena 19 808               | 29 - 34 |
| 64    | 9 mars     | @ Dallas      | V 125-116      | Devin Booker (24)   | Durant, Richards (9) | Kevin Durant (8)      | American Airlines Center 20 013 | 30 - 34 |
| 65    | 10 mars    | @ Memphis     | D 118-120      | Kevin Durant (35)   | Nick Richards (12)   | Tyus Jones (7)        | FedExForum 16 545               | 30 - 35 |
| 66    | 12 mars    | @ Houston     | D 104-111      | Bradley Beal (25)   | Kevin Durant (7)     | Royce O'Neale (8)     | Toyota Center 18 055            | 30 - 36 |
| 67    | 14 mars    | Sacramento    | V 122-106      | Booker, Durant (22) | Oso Ighodaro (6)     | Devin Booker (13)     | PHX Arena 17 071                | 31 - 36 |
| 68    | 16 mars    | L.A. Lakers   | D 96-107       | Kevin Durant (21)   | Kevin Durant (9)     | Devin Booker (11)     | PHX Arena 18 997                | 31 - 37 |
| 69    | 17 mars    | Toronto       | V 129-89       | Devin Booker (27)   | Royce O'Neale (10)   | Booker, Martin (6)    | PHX Arena 17 071                | 32 - 37 |
| 70    | 19 mars    | Chicago       | V 127-121      | Devin Booker (41)   | Royce O'Neale (10)   | Kevin Durant (8)      | PHX Arena 17 071                | 33 - 37 |
| 71    | 21 mars    | Cleveland     | V 123-112      | Kevin Durant (42)   | Oso Ighodaro (13)    | Devin Booker (10)     | PHX Arena 17 071                | 34 - 37 |
| 72    | 24 mars    | Milwaukee     | V 108-106      | Kevin Durant (38)   | Nick Richards (10)   | Devin Booker (12)     | PHX Arena 17 071                | 35 - 37 |
| 73    | 26 mars    | Boston        | D 102-132      | Kevin Durant (30)   | Devin Booker (7)     | Devin Booker (10)     | PHX Arena 17 071                | 35 - 38 |
| 74    | 28 mars    | @ Minnesota   | D 109-124      | Kevin Durant (23)   | Kevin Durant (6)     | Collin Gillespie (10) | Target Center 18 978            | 35 - 39 |
| 75    | 30 mars    | Houston       | D 109-148      | Devin Booker (28)   | Kevin Durant (7)     | Collin Gillespie (4)  | PHX Arena 17 071                | 35 - 40 |

| Match | Date match | Équipe        | Score     | Meilleur marqueur  | Meilleur rebondeur     | Meilleur passeur     | Lieux Spectateurs            | Série   |
| ----- | ---------- | ------------- | --------- | ------------------ | ---------------------- | -------------------- | ---------------------------- | ------- |
| 76    | 1er avril  | @ Milwaukee   | D 123-133 | Devin Booker (39)  | Nick Richards (11)     | Devin Booker (11)    | Fiserv Forum 17 341          | 35 - 41 |
| 77    | 4 avril    | @ Boston      | D 103-123 | Devin Booker (37)  | Ighodaro, Richards (7) | Booker, Jones (6)    | TD Garden 19 156             | 35 - 42 |
| 78    | 6 avril    | @ New York    | D 98-112  | Devin Booker (40)  | Ryan Dunn (8)          | Collin Gillespie (4) | Madison Square Garden 19 812 | 35 - 43 |
| 79    | 8 avril    | Golden State  | D 95-133  | Devin Booker (21)  | Nick Richards (9)      | Trois joueurs (4)    | PHX Arena 17 071             | 35 - 44 |
| 80    | 9 avril    | Oklahoma City | D 112-125 | Bradley Beal (25)  | Ryan Dunn (7)          | Devin Booker (14)    | PHX Arena 17 071             | 35 - 45 |
| 81    | 11 avril   | San Antonio   | V 117-98  | Ryan Dunn (26)     | Ryan Dunn (11)         | Allen, Beal (6)      | PHX Arena 17 071             | 36 - 45 |
| 82    | 13 avril   | @ Sacramento  | D 98-109  | Grayson Allen (20) | Ryan Dunn (10)         | Grayson Allen (5)    | Golden 1 Center 17 832       | 36 - 46 |

### Confrontations en saison régulière
| Conférence Est      | Conférence Est                              | Conférence Est                              | Conférence Ouest                            | Conférence Ouest                            | Conférence Ouest                            | Conférence Ouest                            | Conférence Ouest                            |
| Division Atlantique | Division Atlantique                         | Division Atlantique                         | Division Nord-Ouest                         | Division Nord-Ouest                         | Division Nord-Ouest                         | Division Nord-Ouest                         | Division Nord-Ouest                         |
| Équipe              | Domicile                                    | Extérieur                                   | Équipe                                      | Domicile                                    | Domicile                                    | Extérieur                                   | Extérieur                                   |
| ------------------- | ------------------------------------------- | ------------------------------------------- | ------------------------------------------- | ------------------------------------------- | ------------------------------------------- | ------------------------------------------- | ------------------------------------------- |
| Boston              | 102-132                                     | 103-123                                     | Denver                                      | 110-100                                     | 105-122                                     | 90-117                                      | 141-149 (OT)                                |
| Brooklyn            | 117-127                                     | 108-84                                      | Minnesota                                   | 113-121                                     | 98-116                                      | 117-120                                     | 109-124                                     |
| New York            | 122-138                                     | 98-112                                      | Oklahoma City                               | 112-125                                     |                                             | 83-99                                       | 109-140                                     |
| Philadelphie        | 118-116                                     | 109-99                                      | Portland                                    | 103-97                                      | 116-109                                     | 108-127                                     | 119-121 (OT)                                |
| Toronto             | 129-89                                      | 109-127                                     | Utah                                        | 114-106                                     | 135-127 (OT)                                | 120-112                                     | 134-126                                     |
| Division            | 4-6 (Domicile : 2-3; Extérieur : 2-3)       | 4-6 (Domicile : 2-3; Extérieur : 2-3)       | Division                                    | 7-12 (Domicile : 5-4; Extérieur : 2-8)      | 7-12 (Domicile : 5-4; Extérieur : 2-8)      | 7-12 (Domicile : 5-4; Extérieur : 2-8)      | 7-12 (Domicile : 5-4; Extérieur : 2-8)      |
| Division Centrale   | Division Centrale                           | Division Centrale                           | Division Pacifique                          | Division Pacifique                          | Division Pacifique                          | Division Pacifique                          | Division Pacifique                          |
| Équipe              | Domicile                                    | Extérieur                                   | Équipe                                      | Domicile                                    | Domicile                                    | Extérieur                                   | Extérieur                                   |
| Chicago             | 127-121                                     | 121-117                                     | Golden State                                | 113-105                                     | 95-133                                      | 105-109                                     | 130-105                                     |
| Cleveland           | 123-112                                     | 92-118                                      | L.A. Clippers                               | 111-109                                     | 119-117                                     | 116-113 (OT)                                | 125-119                                     |
| Detroit             | 125-133                                     | 125-121                                     | L.A. Lakers                                 | 109-105                                     | 127-100                                     | 116-123                                     | 96-107                                      |
| Indiana             | 111-120                                     | 108-126                                     |                                             |                                             |                                             |                                             |                                             |
| Milwaukee           | 108-106                                     | 123-133                                     | Sacramento                                  | 118-127 (OT)                                | 122-106                                     | 104-127                                     | 98-109                                      |
| Division            | 5-5 (Domicile : 3-2; Extérieur : 2-3)       | 5-5 (Domicile : 3-2; Extérieur : 2-3)       | Division                                    | 9-7 (Domicile : 6-2; Extérieur : 3-5)       | 9-7 (Domicile : 6-2; Extérieur : 3-5)       | 9-7 (Domicile : 6-2; Extérieur : 3-5)       | 9-7 (Domicile : 6-2; Extérieur : 3-5)       |
| Division Sud-Est    | Division Sud-Est                            | Division Sud-Est                            | Division Sud-Ouest                          | Division Sud-Ouest                          | Division Sud-Ouest                          | Division Sud-Ouest                          | Division Sud-Ouest                          |
| Équipe              | Domicile                                    | Extérieur                                   | Équipe                                      | Domicile                                    | Domicile                                    | Extérieur                                   | Extérieur                                   |
| Atlanta             | 123-115                                     | 117-122                                     | Dallas                                      | 114-102                                     | 89-98                                       | 114-113                                     | 125-116                                     |
| Charlotte           | 120-113                                     | 104-115                                     | Houston                                     | 109-148                                     |                                             | 111-119                                     | 104-111                                     |
| Miami               | 115-112                                     | 111-121                                     | Memphis                                     | 112-117                                     | 112-119                                     | 148-151 (OT)                                | 118-120                                     |
| Orlando             | 99-109                                      | 110-115                                     | New Orleans                                 | 116-124                                     | 125-108                                     | 124-126                                     |                                             |
| Washington          | 119-109                                     | 130-123                                     | San Antonio                                 | 104-93                                      | 117-98                                      | 109-120                                     |                                             |
| Division            | 5-5 (Domicile : 4-1; Extérieur : 1-4)       | 5-5 (Domicile : 4-1; Extérieur : 1-4)       | Division                                    | 6-11 (Domicile : 4-5; Extérieur : 2-6)      | 6-11 (Domicile : 4-5; Extérieur : 2-6)      | 6-11 (Domicile : 4-5; Extérieur : 2-6)      | 6-11 (Domicile : 4-5; Extérieur : 2-6)      |
| Conférence          | 14-16 (Domicile : 9-6; Extérieur : 5-10)    | 14-16 (Domicile : 9-6; Extérieur : 5-10)    | Conférence                                  | 22-30 (Domicile : 15-11; Extérieur : 7-19)  | 22-30 (Domicile : 15-11; Extérieur : 7-19)  | 22-30 (Domicile : 15-11; Extérieur : 7-19)  | 22-30 (Domicile : 15-11; Extérieur : 7-19)  |
| Total               | 36-46 (Domicile : 24-17; Extérieur : 12-29) | 36-46 (Domicile : 24-17; Extérieur : 12-29) | 36-46 (Domicile : 24-17; Extérieur : 12-29) | 36-46 (Domicile : 24-17; Extérieur : 12-29) | 36-46 (Domicile : 24-17; Extérieur : 12-29) | 36-46 (Domicile : 24-17; Extérieur : 12-29) | 36-46 (Domicile : 24-17; Extérieur : 12-29) |

## Classements

### Saison régulière
| Conférence Ouest | Conférence Ouest                    | Conférence Ouest | Conférence Ouest | Conférence Ouest | Conférence Ouest | Conférence Ouest | Conférence Ouest |
| No               | Franchise                           | Vic.             | Def.             | MJ               | V/D              | GB               |                  |
| ---------------- | ----------------------------------- | ---------------- | ---------------- | ---------------- | ---------------- | ---------------- | ---------------- |
| 1                | Thunder d'Oklahoma City - c         | 68               | 14               | 82               | .829             | –                |                  |
| 2                | Rockets de Houston - y              | 52               | 30               | 82               | .634             | 16               |                  |
| 3                | Lakers de Los Angeles - y           | 50               | 32               | 82               | .610             | 18               |                  |
| 4                | Nuggets de Denver - x               | 50               | 32               | 82               | .610             | 18               |                  |
| 5                | Clippers de Los Angeles - x         | 50               | 32               | 82               | .610             | 18               |                  |
| 6                | Timberwolves du Minnesota - x       | 49               | 33               | 82               | .598             | 19               |                  |
|                  |                                     |                  |                  |                  |                  |                  |                  |
| 7                | Warriors de Golden State - x        | 48               | 34               | 82               | .585             | 20               |                  |
| 8                | Grizzlies de Memphis - x            | 48               | 34               | 82               | .585             | 20               |                  |
| 9                | Kings de Sacramento - pi            | 40               | 42               | 82               | .488             | 28               |                  |
| 10               | Mavericks de Dallas - pi            | 39               | 43               | 82               | .476             | 29               |                  |
|                  |                                     |                  |                  |                  |                  |                  |                  |
| 11               | Suns de Phoenix - o                 | 36               | 46               | 82               | .439             | 32               |                  |
| 12               | Trail Blazers de Portland - o       | 36               | 46               | 82               | .439             | 32               |                  |
| 13               | Spurs de San Antonio - o            | 34               | 48               | 82               | .415             | 34               |                  |
| 14               | Pelicans de La Nouvelle-Orléans - o | 21               | 61               | 82               | .256             | 47               |                  |
| 15               | Jazz de l'Utah - o                  | 17               | 65               | 82               | .207             | 51               |                  |

| Division Pacifique           | V  | D  | MJ | V/D  | GB | Dom   | Ext   | Div  |
| ---------------------------- | -- | -- | -- | ---- | -- | ----- | ----- | ---- |
| Lakers de Los Angeles - y    | 50 | 32 | 82 | .610 | –  | 31-10 | 19-22 | 12-4 |
| Clippers de Los Angeles - x  | 50 | 32 | 82 | .610 | –  | 30-11 | 20-21 | 9-7  |
| Warriors de Golden State - x | 48 | 34 | 82 | .585 | 2  | 24-17 | 24-17 | 5-11 |
| Kings de Sacramento - pi     | 40 | 42 | 82 | .488 | 10 | 20-21 | 20-21 | 5-11 |
| Suns de Phoenix - o          | 36 | 46 | 82 | .439 | 14 | 24-17 | 12-29 | 9-7  |

### NBA In-Season Tournament
| Rang | Équipe                  | %    | J | G | P | Pp  | Pc  | Diff |
| ---- | ----------------------- | ---- | - | - | - | --- | --- | ---- |
| 1    | Thunder d'Oklahoma City | .750 | 4 | 3 | 1 | 437 | 392 | 45   |
| 2    | Suns de Phoenix         | .750 | 4 | 3 | 1 | 434 | 404 | 30   |
| 3    | Lakers de Los Angeles   | .500 | 4 | 2 | 2 | 437 | 461 | -24  |
| 4    | Spurs de San Antonio    | .500 | 4 | 2 | 2 | 446 | 443 | 3    |
| 5    | Jazz de l'Utah          | .000 | 4 | 0 | 4 | 451 | 505 | -54  |

|  | Quarts de finale                     | Quarts de finale                 | Quarts de finale                 | Quarts de finale                 |                         |                         | Demi-finales                     | Demi-finales                     | Demi-finales                     | Demi-finales                     |  |  | Finale                           | Finale                           | Finale                           | Finale                           |
|  |                                      |                                  |                                  |                                  |                         |                         |                                  |                                  |                                  |                                  |  |  |                                  |                                  |                                  |                                  |
|  | 10 décembre 2024 – Milwaukee, WI     | 10 décembre 2024 – Milwaukee, WI | 10 décembre 2024 – Milwaukee, WI | 10 décembre 2024 – Milwaukee, WI |                         |                         | 14 décembre 2024 – Las Vegas, NV | 14 décembre 2024 – Las Vegas, NV | 14 décembre 2024 – Las Vegas, NV | 14 décembre 2024 – Las Vegas, NV |  |  | 17 décembre 2024 – Las Vegas, NV | 17 décembre 2024 – Las Vegas, NV | 17 décembre 2024 – Las Vegas, NV | 17 décembre 2024 – Las Vegas, NV |
|  | 10 décembre 2024 – Milwaukee, WI     | 10 décembre 2024 – Milwaukee, WI | 10 décembre 2024 – Milwaukee, WI | 10 décembre 2024 – Milwaukee, WI |                         |                         | 14 décembre 2024 – Las Vegas, NV | 14 décembre 2024 – Las Vegas, NV | 14 décembre 2024 – Las Vegas, NV | 14 décembre 2024 – Las Vegas, NV |  |  | 17 décembre 2024 – Las Vegas, NV | 17 décembre 2024 – Las Vegas, NV | 17 décembre 2024 – Las Vegas, NV | 17 décembre 2024 – Las Vegas, NV |
|  | Bucks de Milwaukee                   | Bucks de Milwaukee               | 114                              | 114                              |                         |                         | 14 décembre 2024 – Las Vegas, NV | 14 décembre 2024 – Las Vegas, NV | 14 décembre 2024 – Las Vegas, NV | 14 décembre 2024 – Las Vegas, NV |  |  | 17 décembre 2024 – Las Vegas, NV | 17 décembre 2024 – Las Vegas, NV | 17 décembre 2024 – Las Vegas, NV | 17 décembre 2024 – Las Vegas, NV |
|  | Bucks de Milwaukee                   | Bucks de Milwaukee               | 114                              | 114                              |                         |                         | 14 décembre 2024 – Las Vegas, NV | 14 décembre 2024 – Las Vegas, NV | 14 décembre 2024 – Las Vegas, NV | 14 décembre 2024 – Las Vegas, NV |  |  | 17 décembre 2024 – Las Vegas, NV | 17 décembre 2024 – Las Vegas, NV | 17 décembre 2024 – Las Vegas, NV | 17 décembre 2024 – Las Vegas, NV |
|  | Magic d'Orlando                      | Magic d'Orlando                  | 109                              | 109                              |                         |                         | 14 décembre 2024 – Las Vegas, NV | 14 décembre 2024 – Las Vegas, NV | 14 décembre 2024 – Las Vegas, NV | 14 décembre 2024 – Las Vegas, NV |  |  | 17 décembre 2024 – Las Vegas, NV | 17 décembre 2024 – Las Vegas, NV | 17 décembre 2024 – Las Vegas, NV | 17 décembre 2024 – Las Vegas, NV |
|  | Magic d'Orlando                      | Magic d'Orlando                  | 109                              | 109                              | Bucks de Milwaukee      | Bucks de Milwaukee      | 110                              | 110                              |                                  |                                  |  |  | 17 décembre 2024 – Las Vegas, NV | 17 décembre 2024 – Las Vegas, NV | 17 décembre 2024 – Las Vegas, NV | 17 décembre 2024 – Las Vegas, NV |
|  | 11 décembre 2024 – New York, NY      |                                  |                                  |                                  | Bucks de Milwaukee      | Bucks de Milwaukee      | 110                              | 110                              |                                  |                                  |  |  | 17 décembre 2024 – Las Vegas, NV | 17 décembre 2024 – Las Vegas, NV | 17 décembre 2024 – Las Vegas, NV | 17 décembre 2024 – Las Vegas, NV |
|  |                                      |                                  | Hawks d'Atlanta                  | Hawks d'Atlanta                  | 102                     | 102                     |                                  |                                  |                                  |                                  |  |  | 17 décembre 2024 – Las Vegas, NV | 17 décembre 2024 – Las Vegas, NV | 17 décembre 2024 – Las Vegas, NV | 17 décembre 2024 – Las Vegas, NV |
|  | Knicks de New York                   | Knicks de New York               | Hawks d'Atlanta                  | Hawks d'Atlanta                  | 102                     | 102                     | 100                              | 100                              |                                  |                                  |  |  | 17 décembre 2024 – Las Vegas, NV | 17 décembre 2024 – Las Vegas, NV | 17 décembre 2024 – Las Vegas, NV | 17 décembre 2024 – Las Vegas, NV |
|  | Knicks de New York                   | Knicks de New York               | 14 décembre 2024 – Las Vegas, NV |                                  |                         |                         | 100                              | 100                              |                                  |                                  |  |  | 17 décembre 2024 – Las Vegas, NV | 17 décembre 2024 – Las Vegas, NV | 17 décembre 2024 – Las Vegas, NV | 17 décembre 2024 – Las Vegas, NV |
|  | Hawks d'Atlanta                      | Hawks d'Atlanta                  | 108                              | 108                              |                         |                         |                                  |                                  |                                  |                                  |  |  | 17 décembre 2024 – Las Vegas, NV | 17 décembre 2024 – Las Vegas, NV | 17 décembre 2024 – Las Vegas, NV | 17 décembre 2024 – Las Vegas, NV |
|  | Hawks d'Atlanta                      | Hawks d'Atlanta                  | 108                              | 108                              | Bucks de Milwaukee      | Bucks de Milwaukee      | 97                               | 97                               |                                  |                                  |  |  |                                  |                                  |                                  |                                  |
|  | 10 décembre 2024 – Oklahoma City, OK |                                  |                                  |                                  | Bucks de Milwaukee      | Bucks de Milwaukee      | 97                               | 97                               |                                  |                                  |  |  |                                  |                                  |                                  |                                  |
|  |                                      |                                  | Thunder d'Oklahoma City          | Thunder d'Oklahoma City          | 81                      | 81                      |                                  |                                  |                                  |                                  |  |  |                                  |                                  |                                  |                                  |
|  | Thunder d'Oklahoma City              | Thunder d'Oklahoma City          | Thunder d'Oklahoma City          | Thunder d'Oklahoma City          | 81                      | 81                      | 118                              | 118                              |                                  |                                  |  |  |                                  |                                  |                                  |                                  |
|  | Thunder d'Oklahoma City              | Thunder d'Oklahoma City          |                                  |                                  |                         |                         |                                  |                                  |                                  |                                  |  |  |                                  |                                  |                                  |                                  |
|  | Mavericks de Dallas                  | Mavericks de Dallas              | 104                              | 104                              |                         |                         |                                  |                                  |                                  |                                  |  |  |                                  |                                  |                                  |                                  |
|  | Mavericks de Dallas                  | Mavericks de Dallas              | 104                              | 104                              | Thunder d'Oklahoma City | Thunder d'Oklahoma City | 111                              | 111                              |                                  |                                  |  |  |                                  |                                  |                                  |                                  |
|  | 11 décembre 2024 – Houston, TX       |                                  |                                  |                                  | Thunder d'Oklahoma City | Thunder d'Oklahoma City | 111                              | 111                              |                                  |                                  |  |  |                                  |                                  |                                  |                                  |
|  |                                      |                                  | Rockets de Houston               | Rockets de Houston               | 96                      | 96                      |                                  |                                  |                                  |                                  |  |  |                                  |                                  |                                  |                                  |
|  | Rockets de Houston                   | Rockets de Houston               | Rockets de Houston               | Rockets de Houston               | 96                      | 96                      | 91                               | 91                               |                                  |                                  |  |  |                                  |                                  |                                  |                                  |
|  | Rockets de Houston                   | Rockets de Houston               |                                  |                                  |                         |                         |                                  | 91                               |                                  |                                  |  |  |                                  |                                  |                                  |                                  |
|  | Warriors de Golden State             | Warriors de Golden State         | 90                               | 90                               |                         |                         |                                  |                                  |                                  |                                  |  |  |                                  |                                  |                                  |                                  |
|  | Warriors de Golden State             | Warriors de Golden State         | 90                               | 90                               |                         |                         |                                  |                                  |                                  |                                  |  |  |                                  |                                  |                                  |                                  |
|  |                                      |                                  |                                  |                                  |                         |                         |                                  |                                  |                                  |                                  |  |  |                                  |                                  |                                  |                                  |